# Tacparia atropunctata
Tacparia atropunctata är en fjärilsart som beskrevs av Alpheus Spring Packard 1874. Tacparia atropunctata ingår i släktet Tacparia och familjen mätare. Inga underarter finns listade i Catalogue of Life.